# Oleśnica
Oleśnica [ɔlɛɕˈɲiʦa] (deutsch: Oels, auch Olse, schlesisch Eels) ist eine Stadt in der Woiwodschaft Niederschlesien Polen. Sie ist die Kreisstadt des Powiat Oleśnicki und bildet eine eigene Stadtgemeinde sowie Sitz der Landgemeinde Oleśnica, die die umliegenden Dörfer umfasst. Ab 1312 war sie Residenzstadt des Herzogtums Oels, von 1818 bis 1945 Kreisstadt des Landkreises Oels.

## Geographische Lage
Die Stadt liegt im Nordosten Niederschlesiens am Übergang der Schlesischen Tiefebene zum Trebnitzer Landrücken (siehe auch: Katzengebirge), etwa 30 km nordöstlich von Breslau.

## Geschichte
Die herzogliche Burg der Piasten von Oleśnica mit einer Handelssiedlung wird schon im Jahre 1189 erwähnt. 1247 wird Oleśnica zum Sitz einer Kastellanei und erhält 1255 unter der Regierung des Breslauer Herzogs Heinrich III. das Stadtrecht, der es an civitas nostra Olsnicz („unsere Stadt Oleśnica“) verleiht. Die Stadt lag an der Gabelung wichtiger Handelsstraßen – von Breslau nach Kalisz und Zentralpolen sowie von Breslau über Namslau nach Krakau und Lublin.

### Unter den Piasten

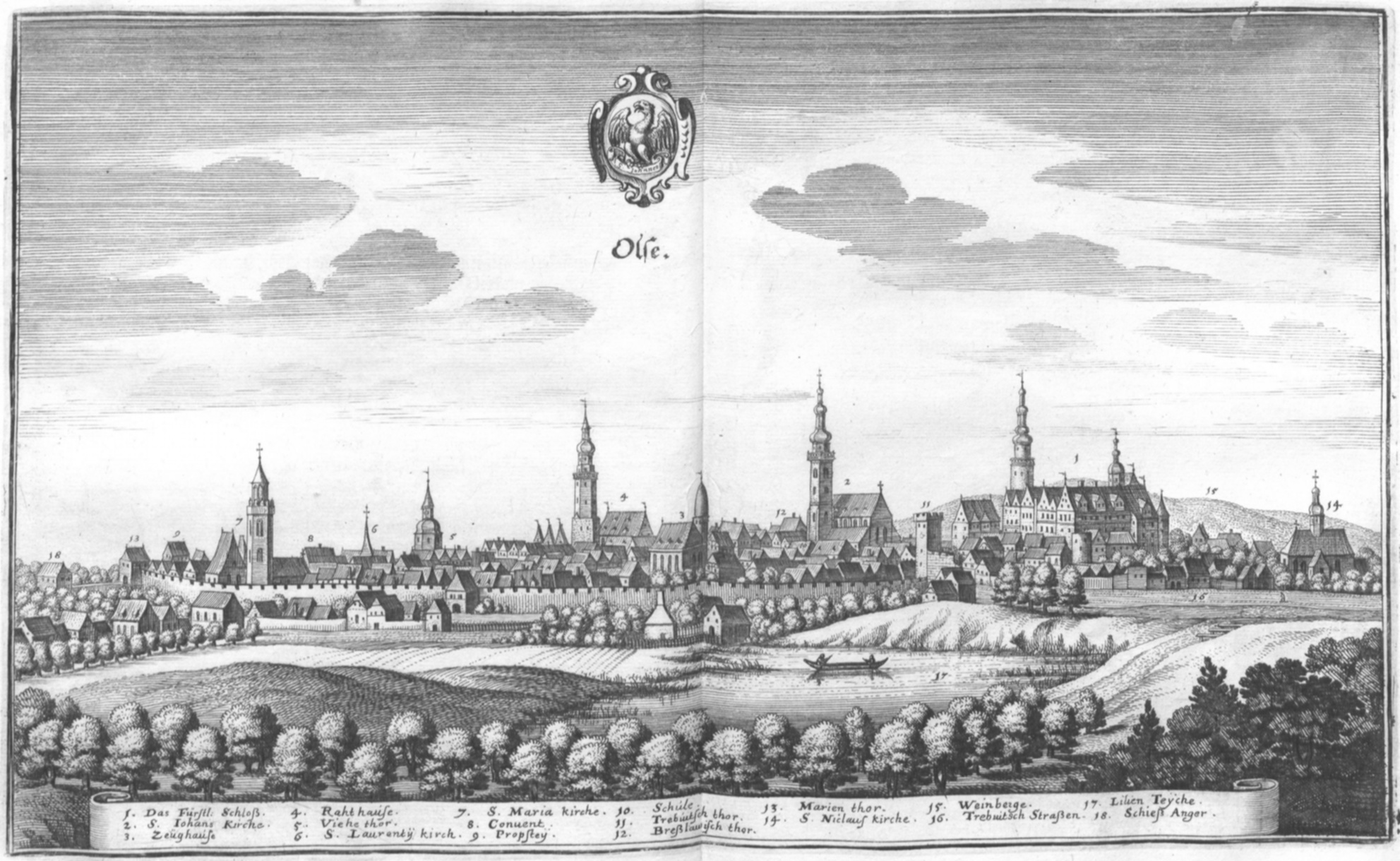
Oels um 1650 nach Merian

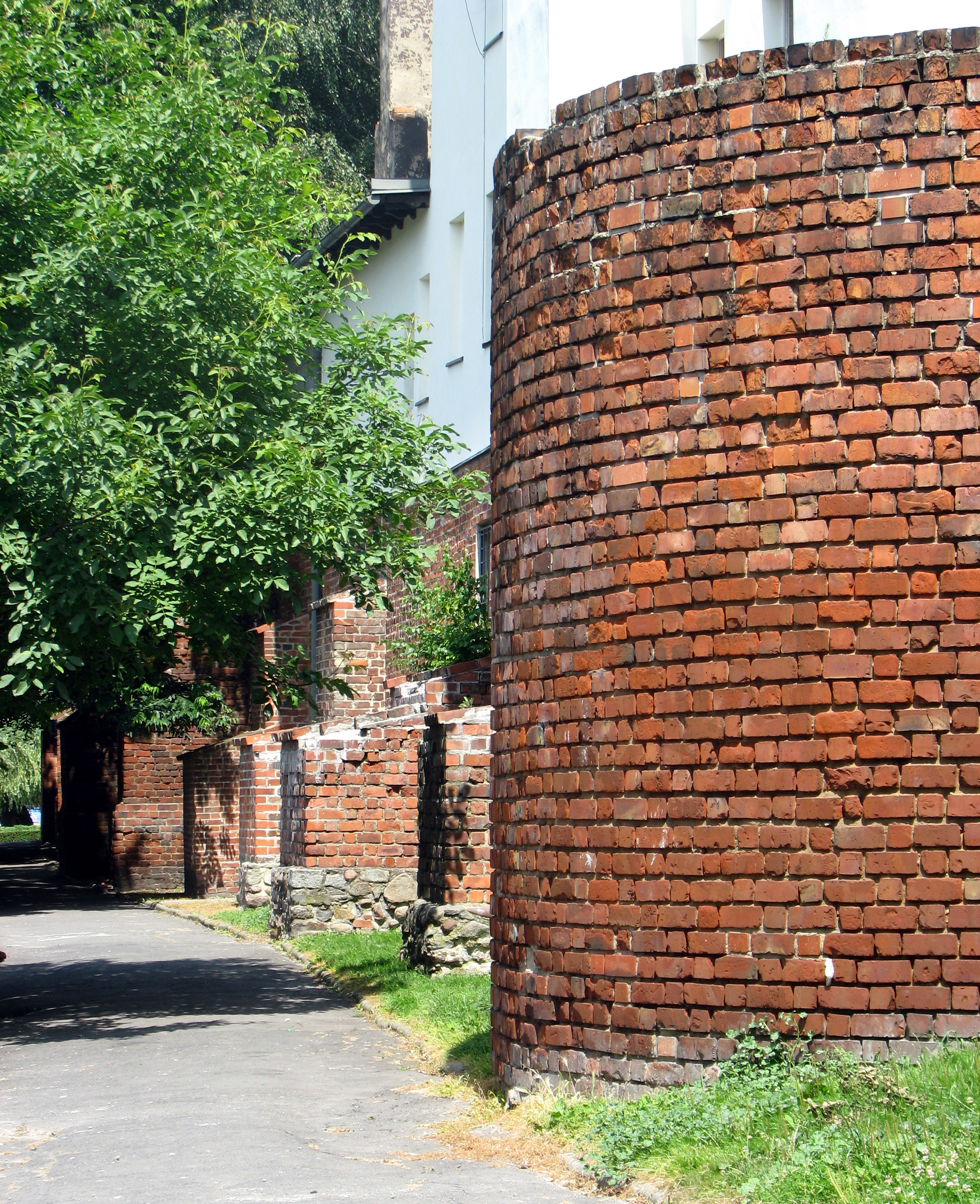
Reste der mittelalterlichen Stadtbefestigung

Um 1150 besaß Oels eine irische Abtei, die zur Kongregation der irischen Klöster in Germanien gehörte und der Abtei zum Heiligen Jakob in Regensburg (heute: Schottenkirche St. Jakob) unterstellt war. Nach dem Tode des kinderlosen Herzogs von Polen und Breslau Heinrich IV. Probus 1293 ging das Herzogtum Oels an seinen Neffen, Heinrich V. den Dicken über. Damit waren die übrigen Neffen, Söhne des Konrad von Glogau, nicht einverstanden und zwangen Heinrich V., gewisse Städte, unter anderem Oels, an die Glogauer Linie der schlesischen Piasten abzutreten. Nach dem Tod des Herzogs Heinrich „des Treuen“ von Glogau 1312 nahmen seine Söhne eine Teilung des Landes vor, durch die Oels zu einem selbstständigen Herzogtum unter einem der Söhne des Herzogs, Konrad I., wurde. Da Konrad I. 1327 dem König von Böhmen Johann von Luxemburg huldigte, wurden die Bande zu Polen abgeschnitten.
1329 ließen sich die ersten Juden in Oels nieder. Am 22. Dezember 1366 starb Konrad I., sein Sohn Konrad II. übernahm daraufhin außer Oels auch das Herzogtum Cosel als mütterliches Erbe. 1367 huldigte er Kaiser Karl IV. in dessen Eigenschaft als König von Böhmen. In der Zeit von etwa 1367 bis 1410 ließen die Herzöge fünf Kirchen erbauen: St.-Johannes-, Marien-, St.-Georgs-, St.-Nikolaus- und St.-Laurentius-Kirche. Um diese Zeit entstand auch das Rathaus mit seinem hohen Turm, das herzogliche Schloss wurde zudem vergrößert und verschönert. Herzog Konrad VII. „der alte Weiße“ kämpfte 1410 in der Schlacht bei Tannenberg an der Seite des Deutschen Ordens und geriet in polnische Gefangenschaft. Daraufhin unterstützte er 1414 Polen in dessen Krieg mit dem Deutschen Orden.
1417 wurde Konrad IV. „Senior“ Bischof von Breslau. Die erste Synagoge in Oels entstand um 1400. 1432 eroberten und plünderten die Hussiten die Stadt. Groß-Wartenberg wurde 1489 als erstes Gebiet zu einer Freien Standesherrschaft unter Heinrich von Haugwitz und schied aus dem Herzogtum Oels aus. Mit dem Tod Herzog Konrads X. „des jungen Weißen“ 1492 erlosch die Linie Oels des Glogauer Zweigs der Schlesischen Piasten. Das Herzogtum Oels fiel deshalb als erledigtes Lehen an die Krone Böhmen. 1492 wurde das Grenzgebiet um Trachenberg ebenfalls zu einer Freien Standesherrschaft unter dem Geschlecht von Kurzbach erklärt, 1494 folgte Militsch unter Sigismund III. Kurzbach. Die drei freien Standesherren hatten gemeinsam eine Stimme auf dem schlesischen Fürstentag.

### Unter den Herren von Podiebrad

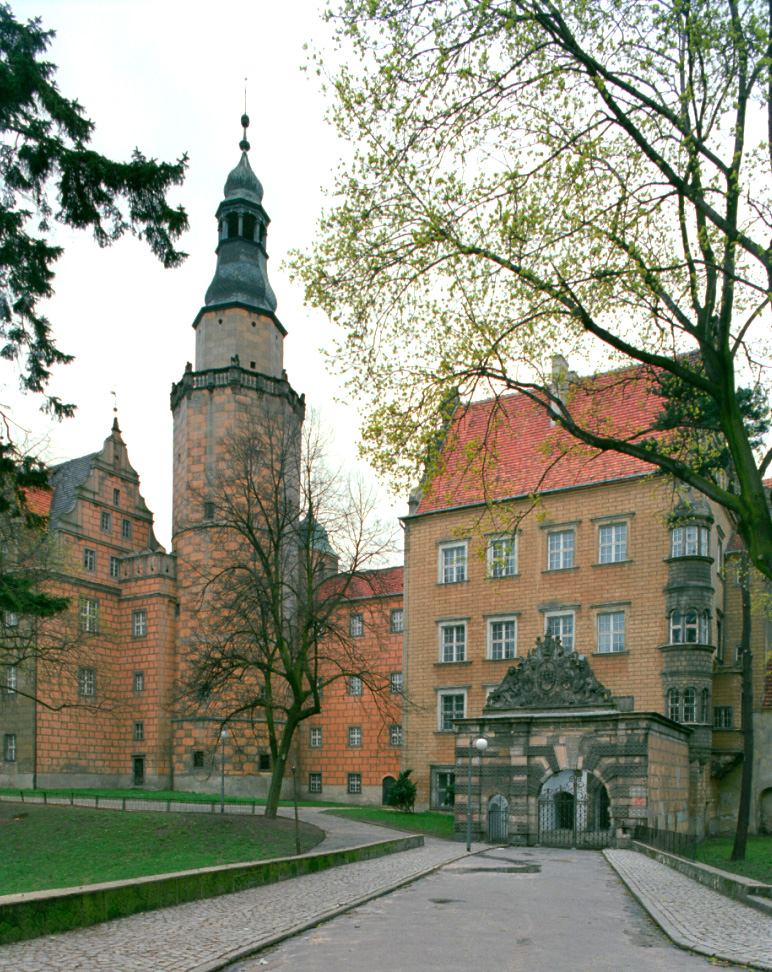
Schloss Oels

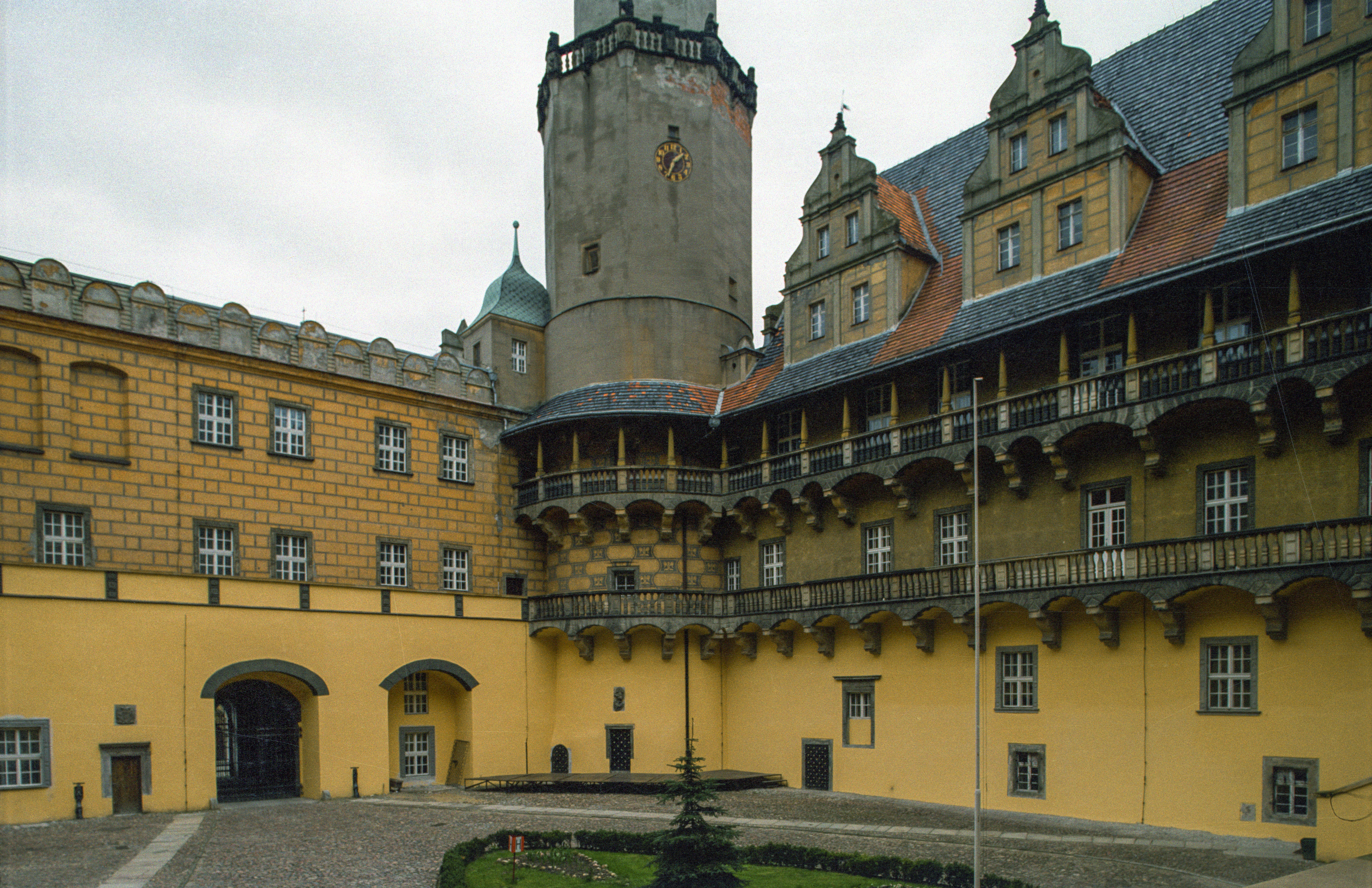
Innenhof des Schlosses

1495 überließ König Vladislav II. das Herzogtum Oels durch Tausch gegen die Herrschaft Podiebrad und 5000 Schock Groschen dem Herzog Heinrich d. Ä. von Münsterberg, einem Sohn des böhmischen Königs Georg von Podiebrad. Um 1500 eröffneten die Juden in Oels eine Druckerei, die hebräische Schriften herstellte. Sie wurden um 1530 aus der Stadt vertrieben, ihre Synagoge wurde zu einem Arsenal und später zu einer evangelischen Kirche umgebaut. 1534 gründete Herzog Johann das Oelser Gymnasium. Bei einem großen Wirbelwind wurde 1535 die Stadt verwüstet und viele Menschen getötet.
Herzog Johann führte 1541 die Reformation ein und bekam von Martin Luther ein Exemplar seiner Bibelübersetzung mit eigenhändigen Kommentaren des Autors. Die später berühmte Herzogliche Bibliothek auf dem Schloss begann zu entstehen, das Schloss selbst wurde im Stil der Renaissance umgebaut und vielfach vergrößert. Oels bildete 1560 zusammen mit dem Herzogtum Liegnitz-Brieg und der Stadt Breslau ein protestantisches Gegengewicht gegen die schlesischen „Erbländer“, die dem katholischen Habsburger Kaiser unterstellt waren. Den Umbau des Schlosses beendete Herzog Karl II. 1586 durch Errichtung von zwei neuen Flügeln. Architekt war der aus dem Tessin stammende Bernhard Niuron, der zur italienischen Künstlerkolonie in Brieg gehörte. Im Dreißigjährigen Krieg wurde Oels 1634 von den Schweden eingenommen und geplündert.

### Unter den Württembergern und Welfen

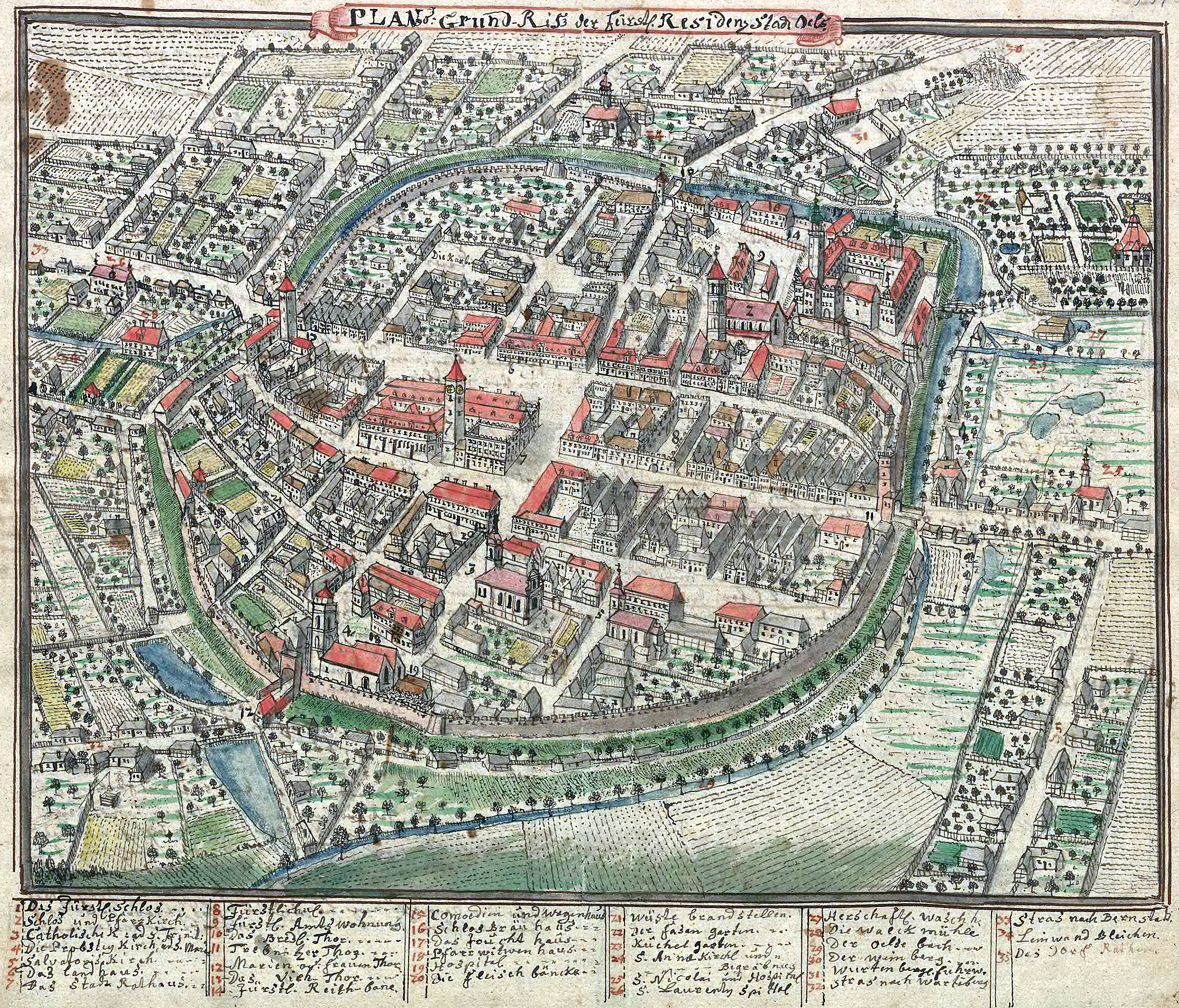
Stadtansicht im 18. Jahrhundert

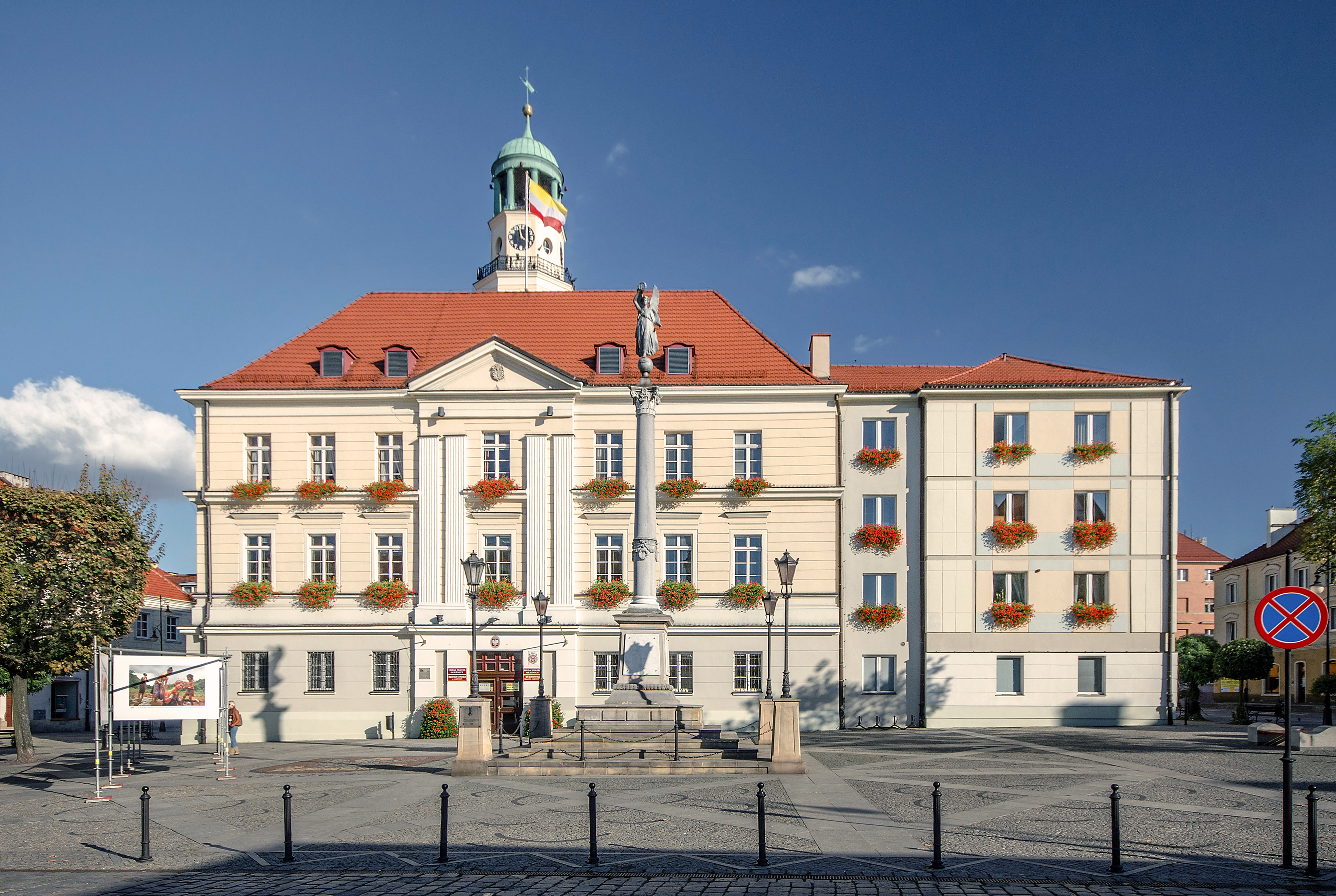
Klassizistisches Rathaus am Ring

Der letzte Podiebrad, Herzog Karl Friedrich starb 1647, das Herzogtum ging an seinen Schwiegersohn Silvius Nimrod, Herzog von Württemberg-Oels († 1664), über, der am 16. Januar 1649 mit Oels belehnt wurde, jedoch nur als Mediatfürstentum, also nicht mehr mit Beibehaltung der vollen Souveränität. Silvius Nimrod ernannte 1649 den letzten schlesischen Mystiker der Jakob-Böhme-Schule, Johannes Scheffler (Angelus Silesius), zu seinem Leibarzt. In Oels’ unmittelbarer Nähe, auf dem Gut Ludwigsdorf (heute polnisch: Bystre in der Landgemeinde Oleśnica), lebte zu dieser Zeit ein weiterer bedeutender schlesischer Mystiker, Graf Abraham von Franckenberg. 1652 stiftete Herzog Silvius Nimrod einen Hausorden, den kontemplativen Ritterorden vom Totenkopf. Herzog Christian Ulrich I. ließ 1698 als Anbau der Schlosskirche eine Fürstengruftkapelle errichten. Er legte auch im Schloss eine bedeutende Kunst- und Büchersammlung an. Von 1692 bis 1707 wirkte der bedeutende Gelehrte Johann Sinapius als Pro-Rektor am Oelser Gymnasium.
1710 hatte Oels 3608 Einwohner. Die Oelser Tuchmacherei blühte – in der Stadt wirkten 51 Tuchmacher. In der überwiegend deutschen und protestantischen Stadt gab es auch polnischsprachige Katholiken, die 1727 die sog. Josephinische Kuratie zugestanden bekamen. In diesem Jahre schenkte Reichsgraf von Kospoth, Besitzer des benachbarten Guts Briese, die riesige Summe von 150.000 Gulden für den Ausbau des Oelser Gymnasiums. Ein großer Brand verheerte 1730 die Stadt, nur das Schloss, zwei Kirchen und 17 Häuser blieben verschont. 1742 kam das Herzogtum Oels an Preußen. Die Stadt hatte damals etwa 3100 Einwohner. Die Herzöge verloren jede politische Bedeutung und wurden auf das Niveau vermögender Grundherren reduziert. Der von Friedrich II. von Preußen jeder Macht beraubte vorletzte Herzog aus dem Hause Württemberg, Karl Friedrich II. dankte 1744 ab und übergab das Herzogtum seinem Neffen, Karl Christian Erdmann, dem letzten Herrscher aus dem Hause Württemberg. Im selben Jahre wurde die barocke Dreifaltigkeitskirche erbaut, die der katholischen Gemeinde gehörte.
Nach dem Tode Karl Christians 1792 wurde sein Schwiegersohn, Friedrich August von Braunschweig-Lüneburg mit Oels belehnt. Als dieser 1805 kinderlos starb, fiel das Herzogtum an seinen Neffen, Prinz Friedrich Wilhelm von Braunschweig, den Erben des Herzogtums Braunschweig-Lüneburg. 1806 verlor Herzog Friedrich Wilhelm Braunschweig, das zum Königreich Westphalen geschlagen wurde. Bei der Verwaltungsreform in Preußen 1807 wurde Oels zu einer Kreisstadt im Regierungsbezirk Breslau erhoben. Der Herzog von Oels war nunmehr nur Titularherzog.
1809 nahm der Herzog mit 2000 Getreuen an der nationalen Erhebung teil, die sich an Österreich anschloss. Nach der verlorenen Schlacht bei Wagram flüchtete er mit seinen Soldaten nach England. 1813 übernahm Friedrich Wilhelm die Regierung von Braunschweig wieder. Von da an blieb Oels 70 Jahre lang in Personalunion mit Braunschweig-Lüneburg. In den Befreiungskriegen 1813 bis 1815 zeichnete sich der Herzog als Führer eines Freikorps, des Schwarzen Korps, aus. Am 16. Juni 1815 fiel er in der Schlacht bei Quatre-Bras. Während der Minderjährigkeit der Söhne des Herzogs, Karl II. und Wilhelm standen beide Herzogtümer 1815 bis 1823 unter einer Vormundschaftsregierung. 1815 führte Russland für das von ihm beherrschte, dem Herzogtum Oels benachbarte Kongresspolen große Zollschranken ein. Die Oelser Tuchmacherei ging unter, viele Tuchmacher emigrierten nach Kongresspolen, besonders nach dem nahen Kalisch, wo man gerade die Textilindustrie aufbaute, und wurden Meister in den neuen Fabriken. Neue Zweige des Handwerks bekamen ab 1820 eine immer größer werdende Bedeutung, besonders das Schuhmacher- und Gerberhandwerk. 1823 verheerte ein neuer Großbrand die Stadt, unter anderem ging das alte Rathaus unter. Ein neues wurde im Stil des Klassizismus errichtet (Architekt: Schinkel).
1829 siedelte der spätere Schriftsteller Gustav Freytag nach Oels über, um das Gymnasium zu besuchen, und verbrachte dort vier Jahre. Er hat eine liebevolle Schilderung der Stadt in seinen Erinnerungen aus meinem Leben hinterlassen. Im Jahr 1844 lernten sich die späteren Freunde Heinrich Förster und Karl von Holtei bei einem Festessen in Oels kennen. Von den etwa 5500 Einwohnern, die die Stadt 1845 hatte, arbeiteten 350 als Handwerker: 77 Schuhmacher, 23 Tischler und 15 Drechsler. Oels erhielt 1855 eine Garnison, wobei das 1860 gebildete 2. Schles. Dragoner Regiment (ab 1888 Dragoner Regiment König Friedrich III. (2. Schlesisches) Nr. 8) zum Aufschwung der Stadt beitrug. Sein nomineller Chef von 1860 bis zum Tod 1888 war der populäre preußische (Kron)Prinz Friedrich Wilhelm, zuletzt König und Kaiser. Die Kasernen des Regiments stehen an der stadtauswärtsführenden Hauptstraße und werden unterschiedlich zivil genutzt.
Die Eisenbahnstrecke Breslau–Oels–Kreuzburg wurde 1868 eröffnet. 1871–1872 wurde die Strecke Oels–Groß-Wartenberg–Kempen in Betrieb genommen, die später nach Warschau führen sollte. Nach Norden kam 1875 die Hauptbahn der Oels-Gnesener Eisenbahn hinzu. 
1884 starb Herzog Wilhelm II. von Braunschweig-Lüneburg und Oels als letzter Spross der älteren Linie der Welfen. Als letztes ursprünglich piastisches Herzogtum in Schlesien wurde nun das Herzogtum Oels nach 550 Jahren seines Bestehens aufgelöst. Der Privatbesitz mit Schloss und Gut Sibyllenort (8410 ha) ging durch testamentarische Verfügung Herzog Wilhelms an das sächsische Königshaus über, welches auch die Kunstsammlungen und die Bibliothek aus dem Oelser Schlosse erhielt. Das Lehnsgut wurde vom preußischen Staate als erledigtes Lehen eingezogen und in ein Thronlehen umgewandelt, dessen Besitzer der jeweilige preußische Kronprinz sein sollte.

### Von 1884 bis 1945

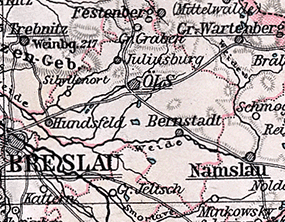
Oels (ÖLS) nordöstlich von Breslau auf einer Landkarte von 1905

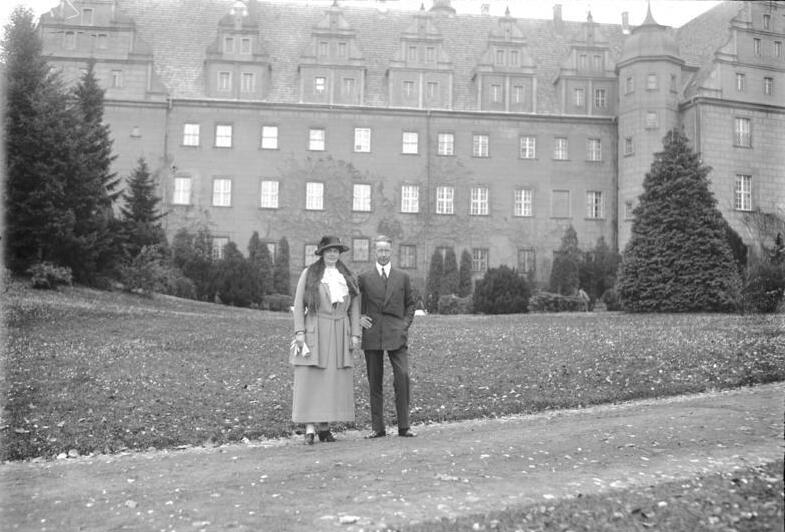
Kronprinz Wilhelm und Kronprinzessin Cecilie vor Schloss Oels (im November 1923)

Die Oelser Industrie entwickelte sich nach 1884 weiter. Die alte handwerkliche Produktion wurde zur Fabrikherstellung umgewandelt, es entstanden eine Schuhfabrik, ein Sägewerk und eine Mahlmühle. Nach der Heirat mit Prinzessin Cecilie von Mecklenburg-Schwerin 1905 trat Kronprinz Wilhelm die Herrschaft im Lehnsgut Oels an. Oels hatte damals 10.944 Einwohner. 1906 bis 1909 wurde die Schlosskirche nach einem Einsturz im alten Stil wieder aufgebaut. Ein Eisenbahnausbesserungswerk wurde 1913 errichtet, das eine große Bedeutung für die Beschäftigung in der Stadt erhielt. Neue Wohnviertel, die sog. Neustadt, entstanden. 1919 siedelte die ehemalige Kronprinzessin Cecilie mit ihren Kindern von Cecilienhof in Potsdam nach Schloss Oels über. Gleichzeitig wurde Sibyllenort zur Wohnstätte des letzten Königs von Sachsen, Friedrich August III. Nach langen Verhandlungen erkannte der preußische Staat 1926 das ehemalige Thronlehen Oels als Privatbesitz des Kronprinzen Wilhelm an („Waldgut – Herrschaft Oels“: 7877 ha, 4894 ha Forst, 13 Rittergüter). Von 1927 bis 1939 wurde das Schloss zu Oels umfangreich restauriert und modernisiert.
Die NS-Behörden richteten 1940 in Oels ein Zwangsarbeitslager für 2000 Personen ein. Nach heftigen Kämpfen in und um Oels eroberte die Rote Armee die Stadt am 25. Januar 1945. Sie wurde zu 60 bis 80 Prozent zerstört, vier Kirchen und das Rathaus lagen in Trümmern, das Schloss und die Schlosskirche (auch „Hofkirche“ genannt) blieben jedoch unbeschädigt.

### Nachkriegszeit
Das Schloss wurde zu einer sowjetischen Kaserne, die wertvolle Einrichtung wurde in die UdSSR verbracht. Im April 1945 unterstellte die Rote Armee Oels unter die Verwaltung der Volksrepublik Polen.
Von 1945 bis 1947 erfolgte nach der Vertreibung der deutschen Bevölkerung eine Besiedlung der Stadt mit Polen. Die neue Bevölkerung besteht aus vier Gruppen: a) Polen aus ärmlichen Gegenden Zentral- und Südpolens, b) ehemalige Angehörige der polnischen ethnischen Minderheit in an die Sowjetunion gefallenen Gebieten östlich der Curzon-Linie, die sich geweigert hatten, eine andere Staatsangehörigkeit zu akzeptieren, c) zwangsumgesiedelte Ukrainer aus den Bieszczady-Bergen sowie d) kleine Reste der nach dem Krieg verbliebenen deutschen Bevölkerung. Die Industrie kam langsam wieder in Gang. 1960 bis 1962 wurde das Rathaus wieder aufgebaut. 1963 bis 1965 wurden die leeren Grundstücke im Zentrum bebaut mit Häusern im Stil der damaligen Zeit. 1964 hatte die Stadt 23.000 Einwohner. 1970 bis 1972 erfolgte der Wiederaufbau der Propstkirche.
1975 wurde geplant, aus Oleśnica eine Trabantenstadt für Breslau zu machen und riesige Plattenbauviertel zu errichten, wozu es jedoch nicht kam. Oleśnica blieb „die Stadt der vielen Türme“. 

### Bevölkerungsentwicklung
| Jahr | Einwohner | Anmerkungen                                                                       |
| ---- | --------- | --------------------------------------------------------------------------------- |
| 1843 | 06.093    | darunter 115 aktive Militärpersonen mit Familienangehörigen und Dienerschaft      |
| 1875 | 08.874    | [ 5 ]                                                                             |
| 1880 | 10.157    | [ 5 ]                                                                             |
| 1890 | 10.167    | davon 8.044 Evangelische, 1.855 Katholiken und 268 Juden                          |
| 1825 | 14.465    | davon 11.055 Evangelische, 2.937 Katholiken, elf sonstige Christen und 120 Juden  |
| 1933 | 15.729    | davon 12.044 Evangelische, 3.041 Katholiken, fünf sonstige Christen und 114 Juden |
| 1939 | 16.456    | davon 12.607 Evangelische, 3.307 Katholiken, 41 sonstige Christen und 18 Juden    |

## Verkehr

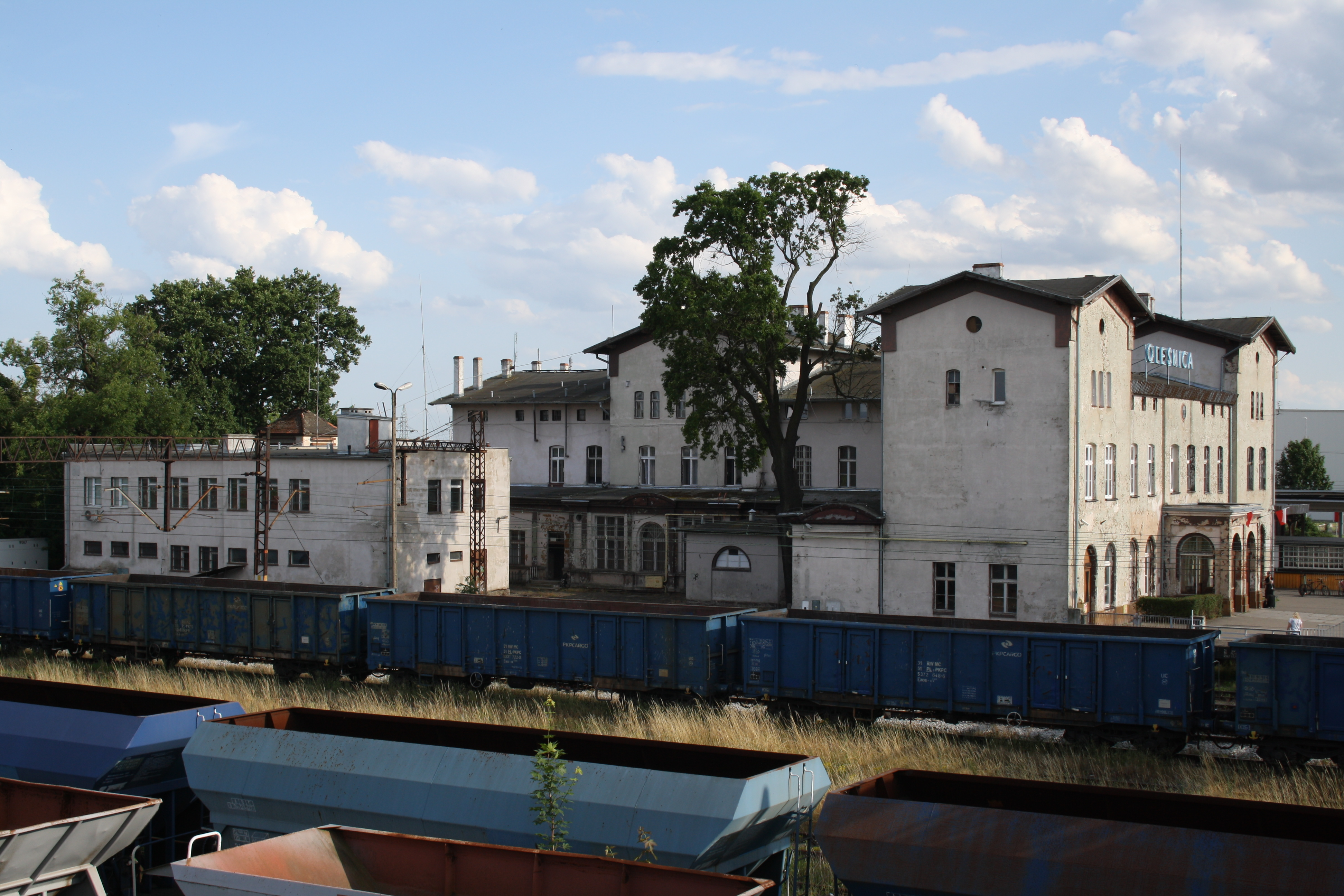
Bahnhof

Die Stadt liegt an der Hauptverbindung nach Łódź (Lodz) und Warschau.
Sie hat einen Bahnhof an der Bahnstrecke Kalety–Wrocław (Stahlhammer – Breslau) und an der Bahnstrecke Oleśnica–Chojnice (Oels – Konitz), früher zweigte die Bahnstrecke Herby–Oleśnica (Herby – Oels) hier ab.

## Stadtgliederung
Die Stadt ist unterteilt in die Bezirke Centrum, Serbinów, Lucień, Lucień Osiedle, Wądoły, Rataje (Stare, Nowe) und Zielone Ogrody.

## Sehenswürdigkeiten

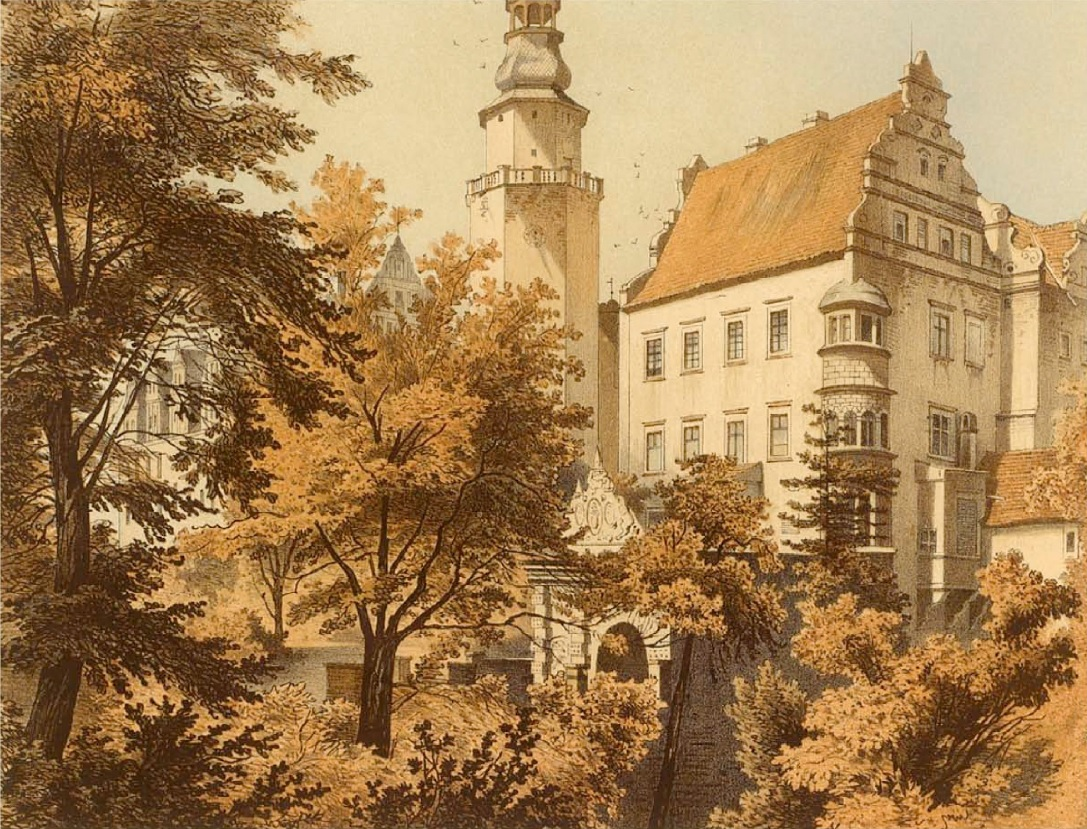
Schloss Oels, Sammlung Duncker

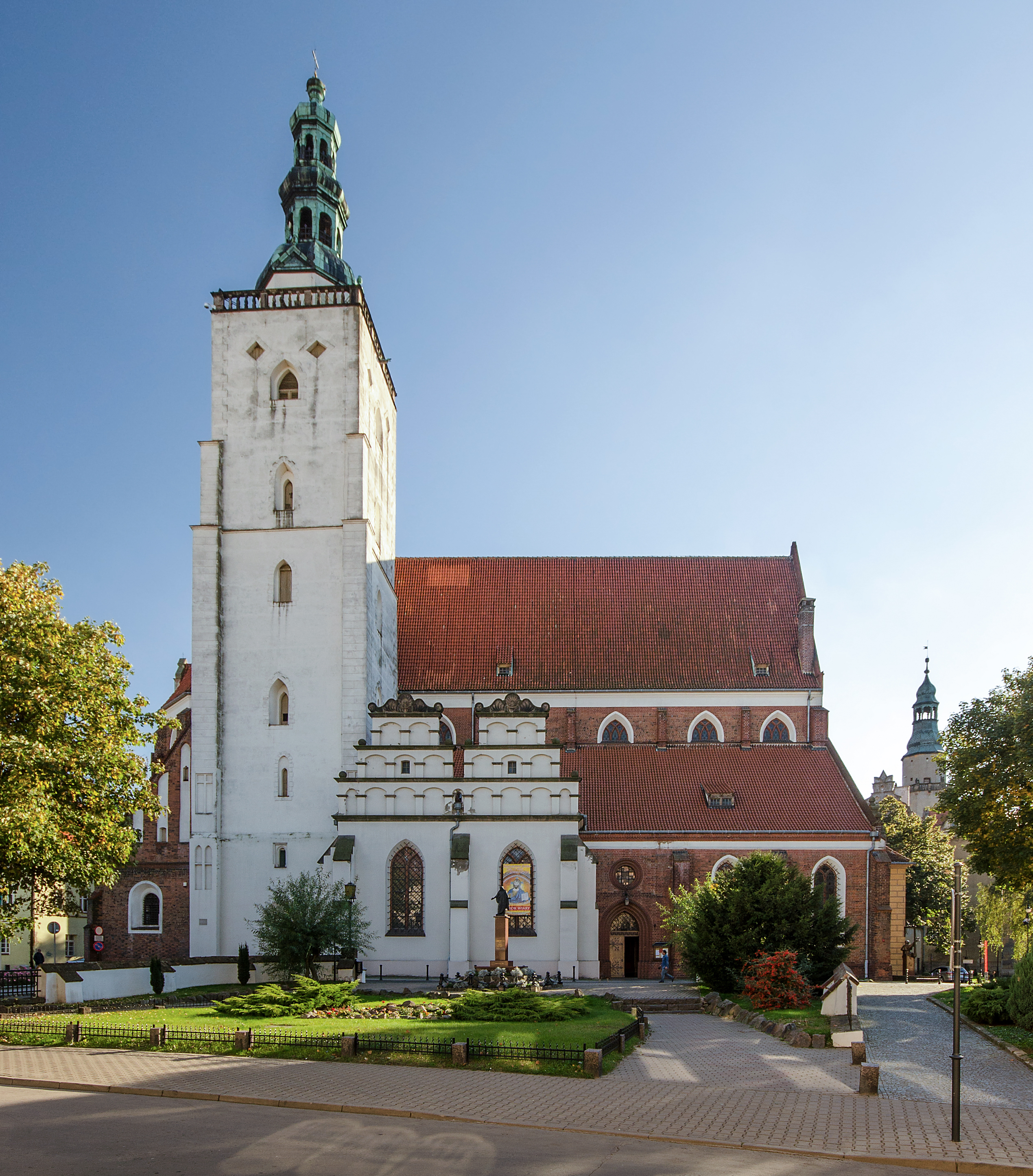
Schlosskirche St. Johannes

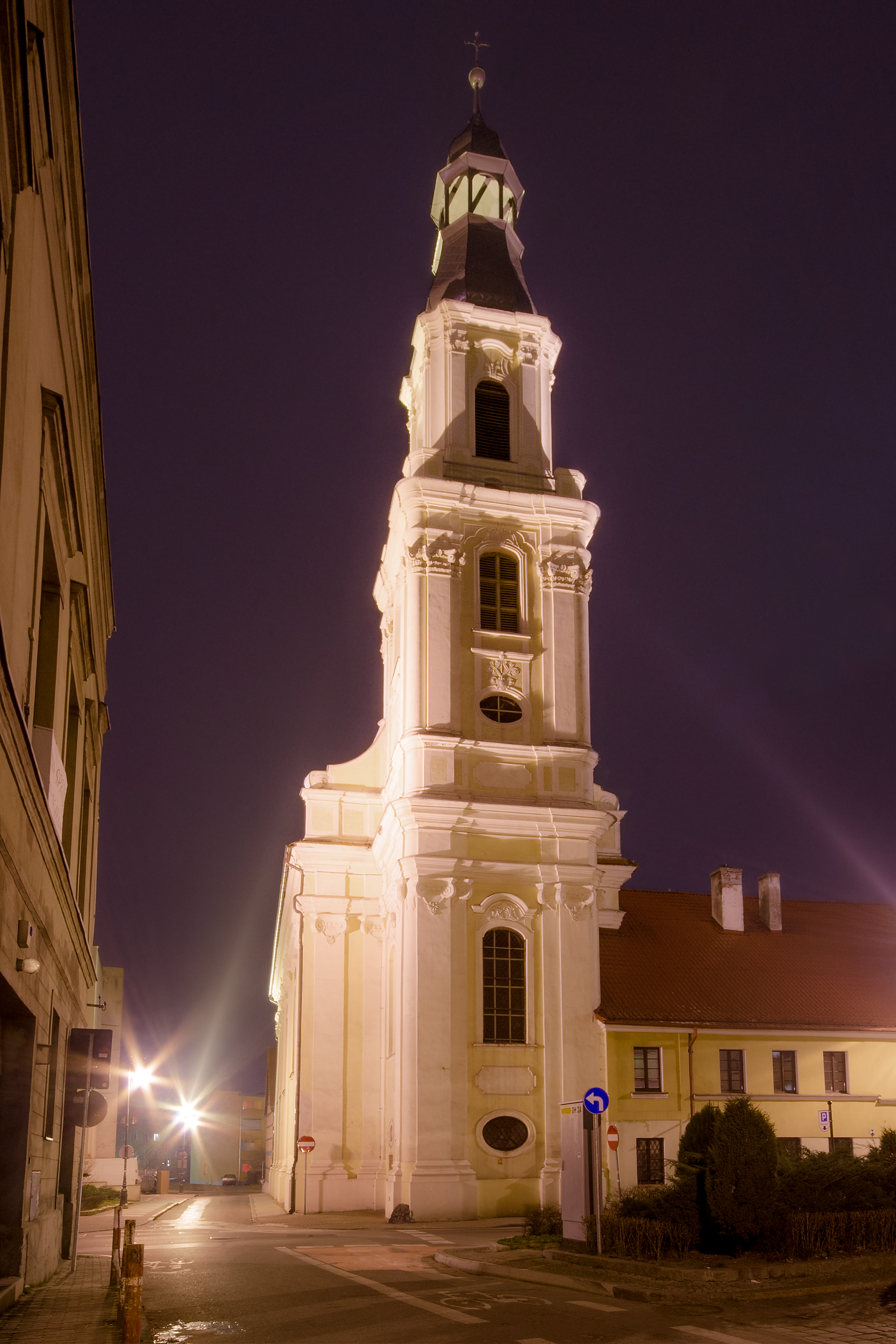
Dreifaltigkeitskirche bei Nacht

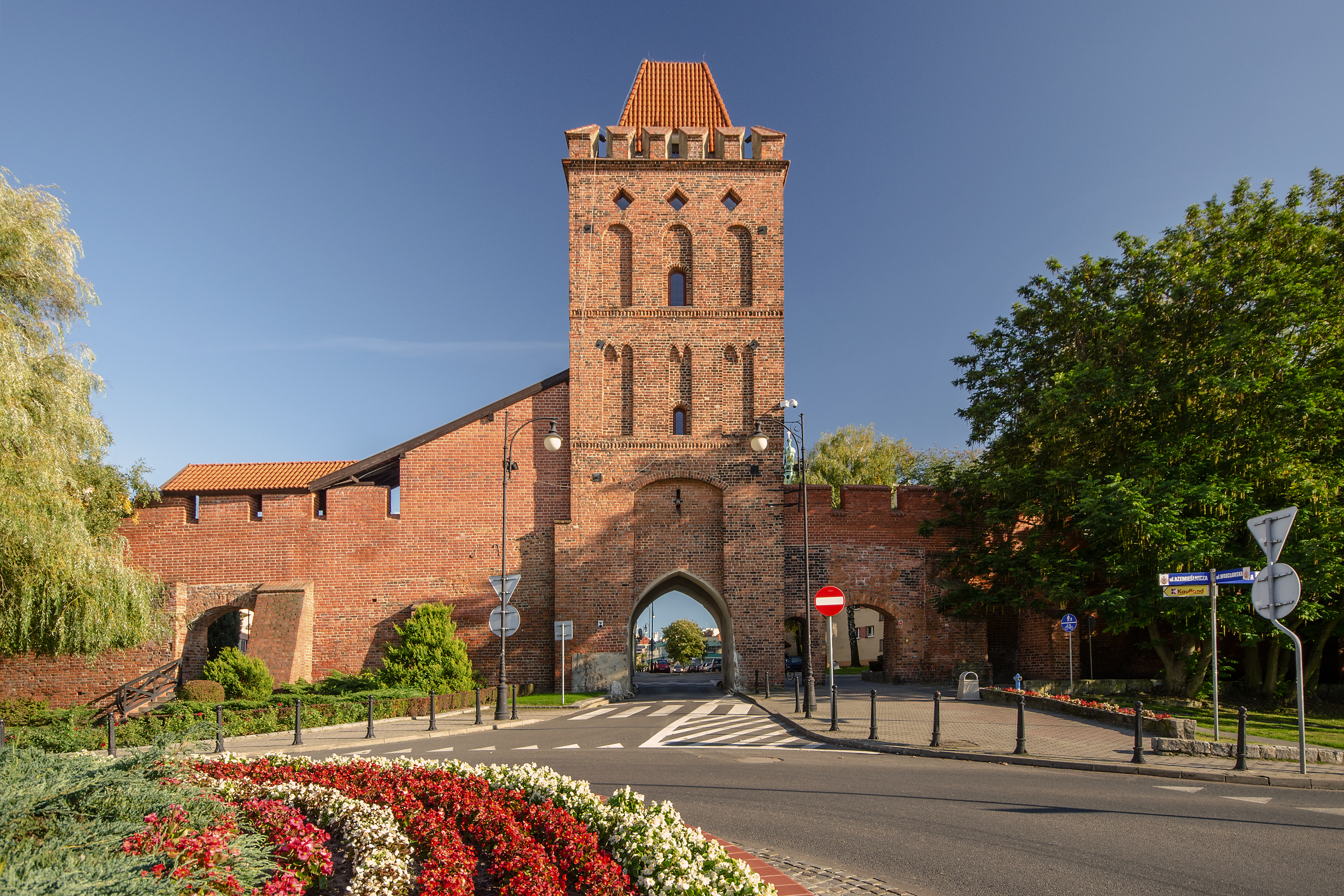
Breslauer Torturm

Die Stadt Oleśnica verfügt über eine gepflegte Altstadt, die nach dem Zweiten Weltkrieg nur teilweise im ursprünglichen Zustand wiederhergestellt wurde. Zahlreiche Baudenkmäler zeugen von der einstigen Bedeutung der Stadt als Hauptstadt des Herzogtums Oels.
- Bedeutendstes Bauwerk der Stadt ist das Schloss der Oelser Piasten. Unter Einbeziehung älterer Bauteile aus dem 13. bis 15. Jahrhundert wurde es von 1542 bis 1616 im Renaissancestil errichtet – es finden sich jedoch auch Elemente des Manierismus und des Barock. Bemerkenswert sind das dem Schloss vorgelagerte, wappengeschmückte Haupttor von 1603 – dessen Rückseite eine Sgraffito-Kopie der Front darstellt, der Schlossturm, der wie der ganze Bau mit Renaissance-Sgraffitos verputzt ist, sowie die Giebel und die Arkadengänge des Ostflügels.
- Vor dem Schloss wurde 1792 zum Gedenken der Goldenen Hochzeit des Herzogs Karl Christian Erdmann (1791) eine Gedenksäule (Kolumna Złotych Godów) von Johann Martin Blacha aufgestellt.
- Die Schlosskirche (Hofkirche) St. Johannes (Bazylika Mniejsza p. w. św. Jana Apostoła) wurde vom 13. bis zum 15. Jahrhundert als dreischiffige, gotische Basilika erbaut. Dank der Zuwendungen der örtlichen Fürsten erhielt die Schlosskirche vor allem im 15. und 16. Jahrhundert eine reiche Renaissance- und manieristische Ausstattung: Neben zahlreichen Grabmälern und Epitaphen die hölzerne Empore mit biblischen Malereien von 1597–1603, die Kanzel von 1605 mit dem Heiligen Christophorus als Atlant, die Fürstenloge von 1654, die Orgel von 1686 sowie der Hauptaltar von 1708, dessen Altarblätter das Letzte Abendmahl, die Grablegung, Auferstehung und Himmelfahrt Christi illustrieren. 1908 verursachten Renovierungsarbeiten in der Kirche den Einsturz eines Großteils der Kirchengewölbe – der Chor sowie die Südwand und das Südschiff blieben aber nahezu unversehrt, und auch die Innenausstattung blieb bis auf die nördliche Empore erhalten. In der Folgezeit wurde die Kirche neugotisch wiederhergestellt. Die Farbverglasungen für drei Chorfenster (dargestellt sind u. a. der zwölfjährige Jesus im Tempel und der Einzug in Jerusalem) und ein Fenster in der Fürstenkapelle schuf 1914 der Frankfurter Glasmaler Otto Linnemann. Seit 1990 wird das Innere der Kirche umfassend restauriert. 1998 wurde die katholische Schlosskirche in den Rang einer Basilica minor erhoben. Auf die Verbindung der Kirche zum nahegelegenen Schloss verweist neben dem Fürstenhut, der den Turmhelm aus dem 17. Jahrhundert bekrönt, die barocke Fürstengruft der Dynastie Württemberg-Oels von 1698, die an die Schlosskirche angebaut ist.[6]
- Die ehemalige evangelische Propsteikirche geht auf die zwei nebeneinander stehenden gotischen Kirchen St. Georg und St. Marien zurück, die aus dem 14. Jahrhundert stammen und 1505 durch Abbruch der Trennmauer zu einer Kirche vereinigt wurden. 1799 erhielt das Gotteshaus einen neuen Turmhelm, der dem der Berliner Marienkirche nachempfunden ist. Nach dem Zweiten Weltkrieg wurde die Kirche zur orthodoxen Kirche zum Entschlafen Mariens.
- Die barocke Kirche zur Heiligen Dreifaltigkeit (kościół Świętej Trójcy) war lange Zeit die einzige katholische Kirche im evangelischen Oels und wurde von 1739 bis 1744 errichtet. Sie birgt eine barocke Ausstattung mit einem illusionistisch gemalten Altar. Im Jahre 1945 wurde das Taufbecken aus der Kirche St. Maria Himmelfahrt in Brzezinka, einer ehemals evangelischen Pfarrkirche, hierher gebracht.[7]
- In seiner heutigen klassizistischen Form wurde das Rathaus (ratusz) 1823–1826 (Neubau durch Karl Friedrich Schinkel) bzw. 1892 erbaut, seine Baugeschichte reicht aber bis ins 14. Jahrhundert zurück. Der Südflügel des Rathauses wurde im Zweiten Weltkrieg vollständig zerstört, weshalb im Zuge der Wiederherstellungsarbeiten der 1960er Jahre dieser Teil in modernen Formen neu erbaut wurde.
- Vor dem Rathaus steht die Siegessäule von 1873, die an den Deutsch-Französischen Krieg von 1870/71 erinnert.
- Nahe der Stadtmauer findet sich ein im Kern gotisches Gebäude aus dem 15. Jahrhundert, das bis zur Vertreibung der örtlichen Juden 1553 die Synagoge von Oels war. 1695 wurde es zur evangelischen St.-Salvator-Kirche umgestaltet und 1734 nach einem Brand wiederaufgebaut. Der Baukörper gilt als älteste Synagoge in Schlesien. Heute dient die Kirche der Pfingstbewegung als Gotteshaus.
- Der gotische Breslauer Torturm (Brama Wrocławska) aus dem 14. Jahrhundert ist der bedeutendste Teil der erhaltenen Stadtbefestigung und das einzige erhaltene der ehemals vier Stadttore.

## Politik

### Wappen
Das Stadtwappen von Oleśnica zeigt einen silbernen Adler mit goldenem Heiligenschein und erhobenen Flügeln, im roten Felde, auf einem goldenen Spruchband mit dem Schriftzug S + IOEVAN (St. Johannes). Der Adler ist das Zeichen des Evangelisten Johannes, des Patrons der Schlosskirche.

### Städtepartnerschaften
- Chrudim, Tschechien
- Warendorf, Deutschland
- Hechingen in Baden-Württemberg, nach dem Zweiten Weltkrieg Patenstadt für die Stadt und den Kreis Oels
- Jaunay-Clan, Frankreich

## Industrie
Die Industrie in Oleśnica setzt die Traditionen fort. Der größte Arbeitgeber in der Stadt ist das Eisenbahnausbesserungswerk, eine Schuhfabrik sowie Textil-, Holz- und Mühlenindustrie und eine Ziegelfabrik. Der belgische Polstermöbelhersteller ROM lässt in seiner Tochterfirma XOFA Sitzmöbel für den europäischen Markt produzieren. Ein Teil der Bewohner arbeitet im nahen Breslau.